# Hans Steinwachs
Hans Steinwachs (13 de março de 1915 - 14 de fevereiro de 1945) foi um piloto alemão da Luftwaffe durante a Segunda Guerra Mundial. Voou 600 missões de combate, nas quais abateu 31 tanques. Foi condecorado com a Cruz de Cavaleiro da Cruz de Ferro. Desapareceu em combate no dia 14 de Fevereiro de 1945, enquanto pilotava o seu Fw 190.